# نيستور كاردوسو
نيستور كاردوسو (بالإسبانية: Néstor Lucas Cardoso)‏ هو لاعب كرة قدم أرجنتيني في مركز الدفاع، ولد في 17 نوفمبر 1935 في روساريو في الأرجنتين. شارك مع منتخب الأرجنتين لكرة القدم. أما مع النوادي، فقد لعب مع روزاريو سنترال ونادي أتليتيكو كولون.

## وصلات خارجية
- نيستور كاردوسو على موقع قاعدة بيانات كرة القدم.إي يو (الإنجليزية)
- نيستور كاردوسو على موقع ناشيونال فوتبول تيمز (الإنجليزية)